# 黄崑濱
黄崑濱（1929年—2021年2月20日），人稱崑濱伯，生於臺灣臺南市後壁區。種植稻米超過五十年。在2004年擔任記錄片《無米樂》的主角之一。2006年，他以益全香米（台農71號）得到第四屆台灣全國稻米品質競賽的冠軍。

## 生平
2004年，黄崑濱為記錄片《無米樂》主要被攝者，得到台灣觀眾的喜愛。
2006年，黄崑濱種植的米得到全國冠軍，他將獎金一百萬元捐出，成立「無米樂基金會」，以推廣農業。
2011年10月25日，中國國民黨在總統大選中未經許可使用黄崑濱的照片，作為老農津貼廣告宣傳，引發爭議。國民黨發言人賴素如公開道歉，聲稱是廣告公司疏失。
2016年2月22日下午，從台南後壁騎機車到嘉義鹿草辦事時，在八掌溪2號橋上，與轎車擦撞，造成左腳踝開放性骨折，被送往嘉義長庚醫院急救。
2016年12月，總統蔡英文延聘為國策顧問。
2020年5月，因罹患感冒一病不起。
2021年2月20日在臺南後壁住家過世，享耆壽92歲。
2021年3月3日，總統蔡英文頒發褒揚令，如下：

總統府前國策顧問黃崑濱，敏練慈愷，端誠通達。誕育嘉南平原，世代務穡營生，樂天知命，勤奮操持，肇開六十餘載寒耕暑耘之田園歲月。期間參預紀錄片「無米樂」演出，映現農民堅毅惇樸、憂勞任怨寫照，引領本鄉後壁老街發展，喚醒國人熱愛土地深衷，請自隗始，迭有頌聲。爰為因應加入世界貿易組織衝擊，倡提「品種、品牌、品質」策略，悉力臺農七一號米栽種，莊稼樹藝，良苗懷新。嗣獲第四屆全國稻米品質競賽冠軍，捐資百萬元競標所得，成立「無米樂稻米促進會」，推廣禾秧栽種技術，弘宣多元特色米食；沾溉啟迪傑秀後輩，分享稷事經驗感悟，施惠布德，居仁由義；恭桑敬梓，積厚傳芳。曾膺選「模範農民」暨獲聘總統府國策顧問等殊譽，諍言建白，裨益邦家。綜其生平，盡瘁寶島農村文化纘衍，協濟臺灣稻作產業精進，遐舉碩行，焯然流詠。遽聞堯齡殂謝，軫悼彌殷，應予明令褒揚，用示政府篤念耆賢之至意。

總　　　統　蔡英文　　　　

行政院院長　蘇貞昌　　　　

2023年3月30日清晨，黃崑濱妻子，黃許崇娥於後壁區的菁寮家中辭世，享耆壽94歲。